# NGC 6237
NGC 6237 est une entrée du New General Catalogue qui concerne un corps céleste perdu ou inexistant dans la constellation du Dragon. Cet objet a été enregistré par l'astronome américain Lewis Swift le 28 juin 1884.
Note : les bases de données Simbad et HyperLeda considèrent que NGC 6237 et NGC 6248 sont une seule et même galaxie, soit PGC 58946.